# De Haagse Markt
De Haagse Markt of Haagse Mart is de grootste markt van Nederland, gelegen in Den Haag op de scheidslijn van de wijk Transvaal en de Schilderswijk. Volgens de gemeente is het een van de grootste markten van Europa. Het marktgebied ligt aan de Herman Costerstraat, tussen het Hobbemaplein en de Hoefkade. De markt is vier dagen per week geopend: maandag, woensdag, vrijdag en zaterdag.

## Beschrijving
De markt bestaat uit circa 500 standplaatsen. De koopwaar weerspiegelt de multiculturele bevolking van de stad. Op een normale marktdag kwamen er in 2006 ongeveer 40.000 bezoekers. In 2011 is dit aantal gezakt tot circa 20-30.000 bezoekers. De markt staat ook bekend als de Haagse Mart (dus zonder k). Vroeger werd de markt ook wel De Maag genoemd.

## Geschiedenis
De Haagse Markt is de voortzetting van de markt aan de Grote Markt/Prinsegracht, waarvan de geschiedenis teruggaat tot het 1614. Op die plek verrezen in de zeventiende eeuw een boterhuis en korenhuis. De markt werd in de loop der eeuwen steeds omvangrijker. Zo werden er al in 1920 exotische vruchten zoals bananen verkocht. Niet alleen vanwege de groei, maar ook door de toegenomen overlast veroorzaakt door het goederenvervoer en de afval die de markt veroorzaakte, werd door het gemeentebestuur besloten om de markt te verplaatsen. De keus viel op de wijk Transvaalkwartier, op de grens met de Schilderswijk. Daar was nog een groot onbebouwd stuk grond beschikbaar. De opening van het 2,11 hectare grote marktterrein aan de Herman Costerstraat vond plaats op 16 mei 1938. 

## Aanpassingen
In de jaren 2014-2015 is de Haagse Markt vernieuwd. Er werd een nieuw marktkantoor met horeca gebouwd, de wandelpaden werden verbreed en opnieuw bestraat en voor de marktondernemers zijn nieuwe, overdekte kramen en opslag-units gerealiseerd. Na de vernieuwing heeft de Haagse Markt 528 standplaatsen aan 2,4 kilometer wandelpaden. Onder de markt is parkeergarage De Heemstraat aangelegd, om de parkeerdruk op de omgeving van de markt te verminderen. Sinds 2017 onderzoekt de gemeente de mogelijkheid om ook de wandelpaden te overdekken en om tramlijnen bij de markt ondergronds te laten rijden. Daarnaast is er sprake van de mogelijke bouw van woontorens bij het marktterrein.